# Körmendi vízerőmű
A körmendi vízerőmű Körmend közelében a Rábán működő vízerőmű.
1930-ban állították üzembe egy régi vízimalom átalakításával. Az erőműben két darab, összesen 240 kW (100+140) névleges teljesítményű Francis-turbina üzemel. Éves energiatermelése  931 ezer kWh.
Az erőmű a várostól délre található. Az energetikai hasznosításhoz a Rába vizét duszzasztották. Az erőműhöz külön üzemvízcsatorna szállítja a vizet. A vízszint esése az erőműnél 4,1 m. Az átlagos vízátfolyás 8,8 m³/s. A duzzasztást rőzsegáttal oldották meg.